# Hospital Universitário Regional de Maringá

O Hospital Universitário Regional de Maringá é um hospital de ensino mantido pela Universidade Estadual de Maringá na cidade de Maringá no Paraná. É uma unidade hospitalar pública com atendimento totalmente voltado ao Sistema Único de Saúde (SUS).

## Atendimento
Caracterizado como uma Hospital Geral, atende a várias especialidades contando com 40 leitos de unidade de terapia intensiva (UTI) e outras dezenas de utilização geral, sendo que o nível de atendimento vai desde atendimento ambulatorial de especialidade até procedimentos de alta complexidade. Como atendimento secundário oferece, consulta ambulatorial, atendimento de emergência entre outros.
O hospital situa-se na Av. Mandacaru 1590 no Parque das Laranjeiras, em Maringá, Paraná.

## Pesquisas
Por ser um hospital universitário, se dedica também a atividade de pesquisas em sua área de atuação. Com o advento da pandemia do Covid-19, 19 estudos sobre o assunto foram ou estão sendo desenvolvidos no local. Assim como o desenvolvimento de um aplicativo desenvolvido para facilitar a comunicação entre o Serviço de Atendimento Móvel de Urgência (SAMU) e hospitais da região.

## Ampliação
A unidade específica para atendimento à adultos, foi concluída em 2019. Com 100 leitos, em um prédio de 2 pavimentos com uma área de 8 700 metros quadrados.